# Copromyza uncinata
Copromyza uncinata är en tvåvingeart som först beskrevs av Oswald Duda 1923.  Copromyza uncinata ingår i släktet Copromyza och familjen hoppflugor. Inga underarter finns listade i Catalogue of Life.